# Gilbert Marshal, 4. Earl of Pembroke

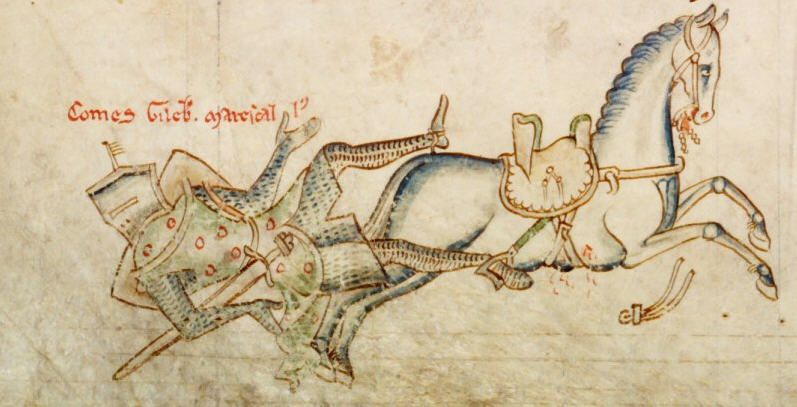
Tod des Gilbert Marshal
(Darstellung aus der Chronica Majora des Matthäus Paris, 13. Jahrhundert)

Gilbert Marshal, 4. Earl of Pembroke († 27. Juni 1241 bei Dunstable) war ein englischer Magnat.

## Herkunft
Gilbert Marshal entstammte der Familie Marshal. Er war der dritte Sohn von William Marshal, 1. Earl of Pembroke und von dessen Frau Isabel de Clare. Als jüngerer Sohn wurde er zunächst Geistlicher. Nachdem aber seine älteren Brüder William 1231 und Richard 1234 ohne Erben gestorben waren, wurde er zum Erben der umfangreichen Besitzungen der Familie Marshal in England, Südwales und Leinster in Irland. Aufgrund dieses Erbes legte er seine geistlichen Ämter nieder.

## Tätigkeit als englischer Magnat
Gilberts Bruder Richard war als Rebell gegen den König gestorben. Als Zeichen der Versöhnung erbte Gilbert auch den Titel Earl of Pembroke und das Amt des Marshal of England. Am 11. Juni 1234 wurde er zum Ritter (Knight of the Bath) geschlagen. Obwohl ihm Heinrich III. noch weitere Gunstbeweise bewies, besaß er nie das volle Vertrauen des Königs. Letztlich war er nie ein so treuer Vasall wie sein Vater. Am 1. August 1235 heiratete er in Berwick Marjorie, eine Schwester von König Alexander II. von Schottland. Ihr Bruder gab ihr eine stattliche Mitgift. Zusammen mit seinem Schwager Richard von Cornwall nahm Gilbert 1236 das Kreuz, beteiligte sich aber nicht an dessen Kreuzzug nach Palästina. Er behielt ein gutes Verhältnis zu seiner Schwester Isabel Marshal, der Witwe von Gilbert de Clare, 4. Earl of Gloucester. Er arrangierte die Heirat von Isabels Tochter Isabel mit dem schottischen Lord Robert de Brus, Lord of Annandale.

## Vormacht als Marcher Lord in Südwales
1235 durfte Gilbert für seinen minderjährigen Neffen Richard de Clare die Verwaltung von Glamorgan übernehmen, bis ihm dieser, immer noch minderjährig, das Recht 1240 für 500 Mark abkaufte. Neben seinen eigenen umfangreichen Besitzungen in Südwales hatte er auch die Verwaltung der Besitzungen von William de Braose erworben, dazu war er Kommandant der königlichen Burgen von Carmarthen und Cardigan. Aufgrund dieser Machtfülle galt er als mächtigster Marcher Lord von Südwales. Gilbert versuchte, seinen Einfluss in Südwales auf Kosten der walisischen Herrscher zu erweitern. Als der walisische Fürst Llywelyn ab Iorwerth im April 1240 starb, nutzte Gilbert, unterstützt durch seinen jüngeren Bruder Walter dies aus und begann mit der Besetzung walisischer Gebiete in Südwestwales. Walter eroberte das nach William Marshals Tod 1231 von den Walisern eroberte Cardigan Castle zurück. Dazu versuchte Gilbert, die verwandten, aber miteinander verfeindeten walisischen Lords Maredudd ap Rhys und Maelgwn Fychan gegeneinander auszuspielen. Sein Plan, Maelgwn Fychan als seinen Vassall zum Herrn des südlichen Ceredigion zu machen, scheiterte aber an der Politik des Königs gegenüber Dafydd ap Llywelyn, den Sohn und Erben von Llywelyn ab Iorwerth.

## Tod und Erbe
Matthäus Paris berichtete von Gilberts Tod, als er bei einem Turnier in Dunstable ein ihm unbekanntes italienisches Streitross ritt, das ihn im vollen Galopp abwarf und zu Tode trampelte. Er wurde vermutlich neben seinem Vater in der Temple Church von London bestattet. Da seine Ehe kinderlos geblieben war, erbte sein Bruder Walter seine Titel und Ländereien.